# Georges-Louis de Berghes
Georges-Louis de Berghes, né le 5 septembre 1662 à Bruxelles et mort le 5 décembre 1743  à Liège, est prince-évêque de Liège de 1724 à 1743. 

## Biographie
Il naît dans la famille de Glymes et est le fils d'Eugène de Berghes, 2e comte de Grimberghen, et Florentine Marguerite de Renesse-Warfusée (1620-1665). Son grand-père est René II de Renesse, 1er comte de Warfusée. Son frère est Philippe François de Berghes, 1er prince de Grimberghen.
Il abandonne vite la carrière militaire au service de l'Espagne, poussé par sa vocation religieuse qui le conduit au sacerdoce. Tonsuré à 16 ans, il entreprend des études ecclésiastiques à Louvain et est admis au sein du chapitre cathédral de Liège en 1695. Élu en 1724 prince-évêque de Liège à l'âge de 60 ans, il reste 20 ans au pouvoir jusqu'en 1743. Autoritaire, il s'efforce de rendre au pays sa grandeur. 
Préoccupé du sort de ses sujets, il légifère dans de nombreux domaines de la vie économique et sociale : commerce, routes, navigation, justice, etc. En 1727, son projet d'hôpital général tente d'apporter une solution globale à la misère omniprésente. En 1734, un violent incendie dévaste l'aile méridionale du palais des princes-évêques. De 1735 à 1739, l'architecte Jean-André Anneessens (nl) (fils de François Anneessens) reconstruit en style classique la longue façade où alternent tuffeau de Maastricht et calcaire de Meuse. Le fronton courbe montre les armoiries du prince. Georges-Louis de Berhges a laissé le souvenir d'un prélat bon et généreux. 
Très pieux, en 1742, il lègue par testament sa fortune aux pauvres de la cité de Liège, soit plus d'un million de florins, une somme considérable - un florin est alors le salaire quotidien d'un ouvrier qualifié. Ses exécuteurs testamentaires chargent Guillaume Evrard, en accord avec le chapitre cathédral, de l'exécution de son mausolée.

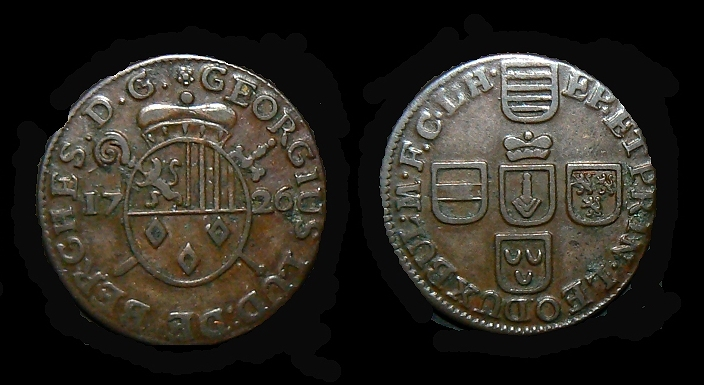
Monnaie de Georges Louis de Berghes.

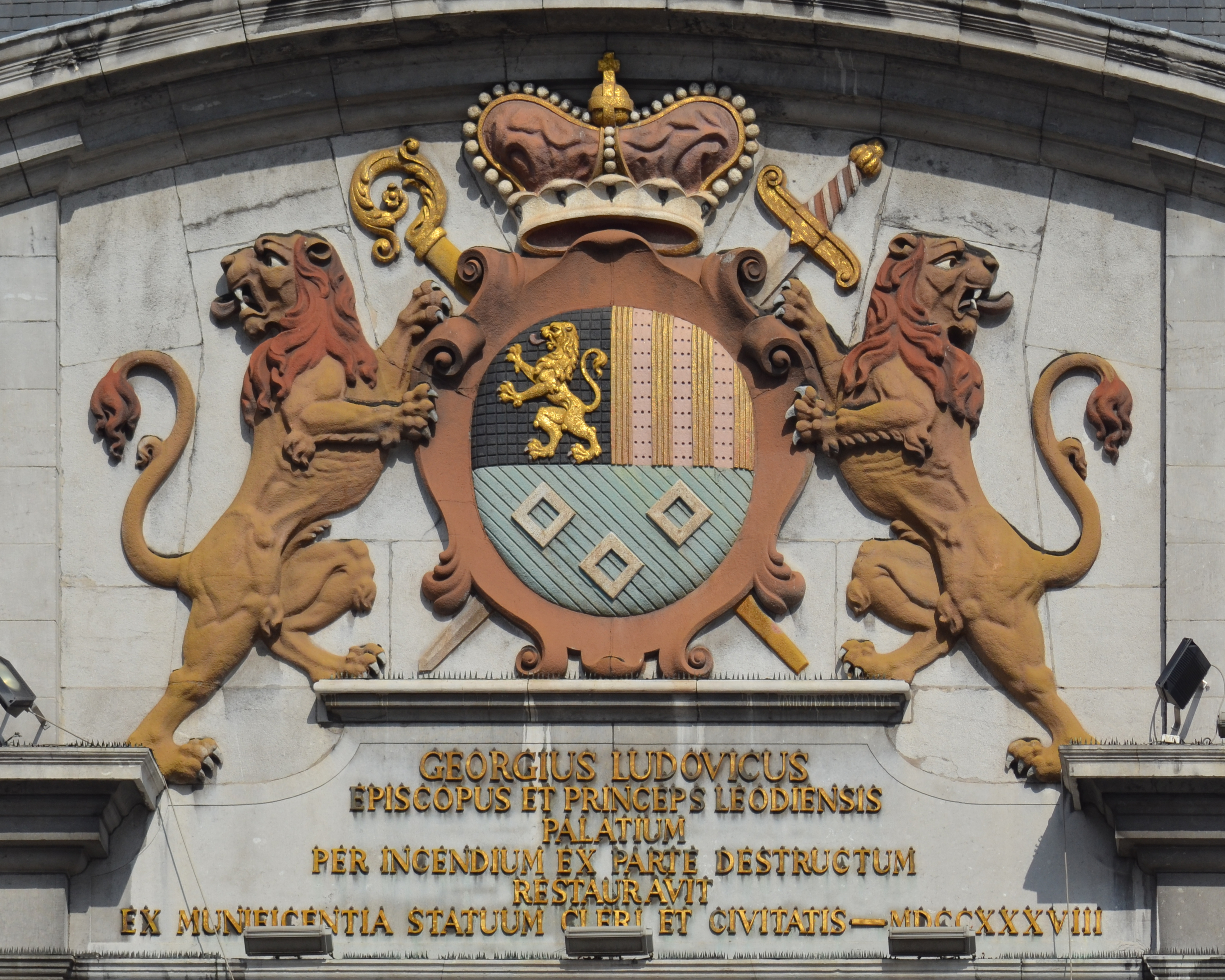
Ses Armoiries placées au fronton du palais des princes-évêques de Liège.

## Hommage
La rue de Berghes en Outremeuse lui rend hommage.